# 韦莱克松-克特雷和沃代
韦莱克松-克特雷和沃代（法語：Vellexon-Queutrey-et-Vaudey，法語發音：[vɛlɛksɔ̃ køtʁɛ e vodɛ]）是法国上索恩省的一个市镇，属于沃苏勒区。

## 地理
韦莱克松-克特雷和沃代（47°33'45"N, 5°48'19"E）面积24.98 平方千米，位于法国勃艮第-弗朗什-孔泰大區上索恩省，该省份为法国东部内陆省份，北起顺时针与孚日省、贝尔福地区省、杜省、汝拉省、科多尔省和上马恩省接壤。
与韦莱克松-克特雷和沃代接壤的市镇（或旧市镇、城区）包括：勒科洛涅、芒布雷、索恩河畔赖、圣冈、苏万-屈布里-沙朗特奈、瑟沃-莫泰。
韦莱克松-克特雷和沃代的时区为UTC+01:00、UTC+02:00（夏令时）。

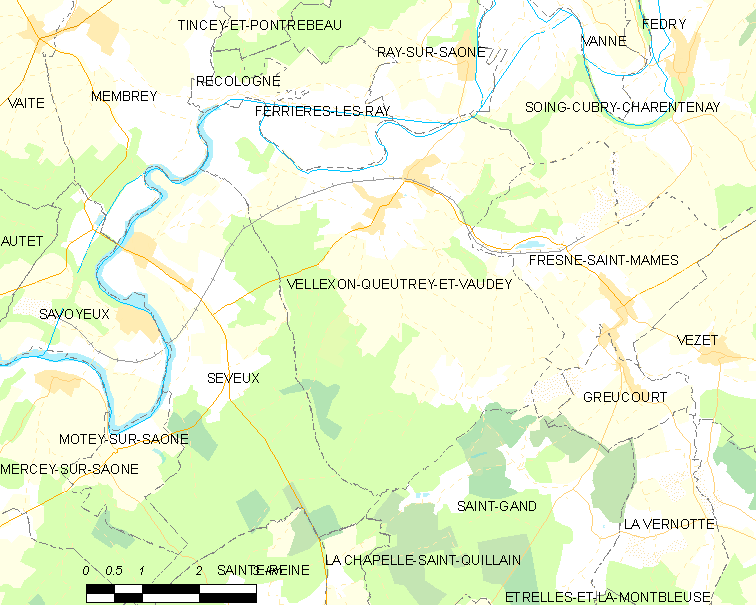
韦莱克松-克特雷和沃代的OSM定位图

## 行政
韦莱克松-克特雷和沃代的邮政编码为70130，INSEE市镇编码为70539。

## 政治
韦莱克松-克特雷和沃代所属的省级选区为索恩河畔塞和圣阿尔班县。

## 人口
韦莱克松-克特雷和沃代于2022年1月1日时的人口数量为476人。

1962-2008年间韦莱克松-克特雷和沃代人口变化图示